# بيتر أرنولد
بيتر أرنولد (16 أكتوبر 1926 بويلينغتون في نيوزيلندا - 7 سبتمبر 2021) (بالإنجليزية: Peter Arnold) هو لاعب كريكت نيوزلندي. لعب مع نادي مقاطعة نورثامبتونشير للكريكت ‏ وفريق كانتربري للكريكت ‏.

## وصلات خارجية
- بيتر أرنولد على موقع إي آس بي آن كريك إنفو (الإنجليزية)